# Tentativă de evadare
Tentativă de evadare (în rusă Попытка к бегству) este un roman științifico-fantastic  scris de Arkadi și Boris Strugațki în 1962. A fost publicat în 1962 de editura Molodaia Gvardia și face parte din Universul Amiază. Autorii prezintă cititorului umanitatea idealizată a viitorului, în comparație cu epoca feudală.

## Prezentare
Doi tineri, pilotul unei navei stelare, Anton și lingvistul Vadim, vor să zboare în vacanță către o stațiune spațială de pe planeta Pandora. În ultimul moment, li se alătură un om ciudat pe nume Saul (Savel Petrovici Repnin), care s-a prezentat ca istoric al secolului al XX-lea și le-a propus schimbarea traseului pentru a ateriza pe orice planetă încă neexplorată, din sistemul stelar EN-7031. Pe planetă, numită Saula după numele lui Repnin, eroii romanului descoperă o civilizație cu un nivel tehnologic scăzut, similar evului mediu feudal terestru.